# Leptoscopus
Leptoscopus is een monotypisch geslacht van straalvinnige vissen uit de familie van zuidelijke zandvissen (Leptoscopidae).

## Soort
- Leptoscopus macropygus (Richardson, 1846)